# Leptogenys grohli

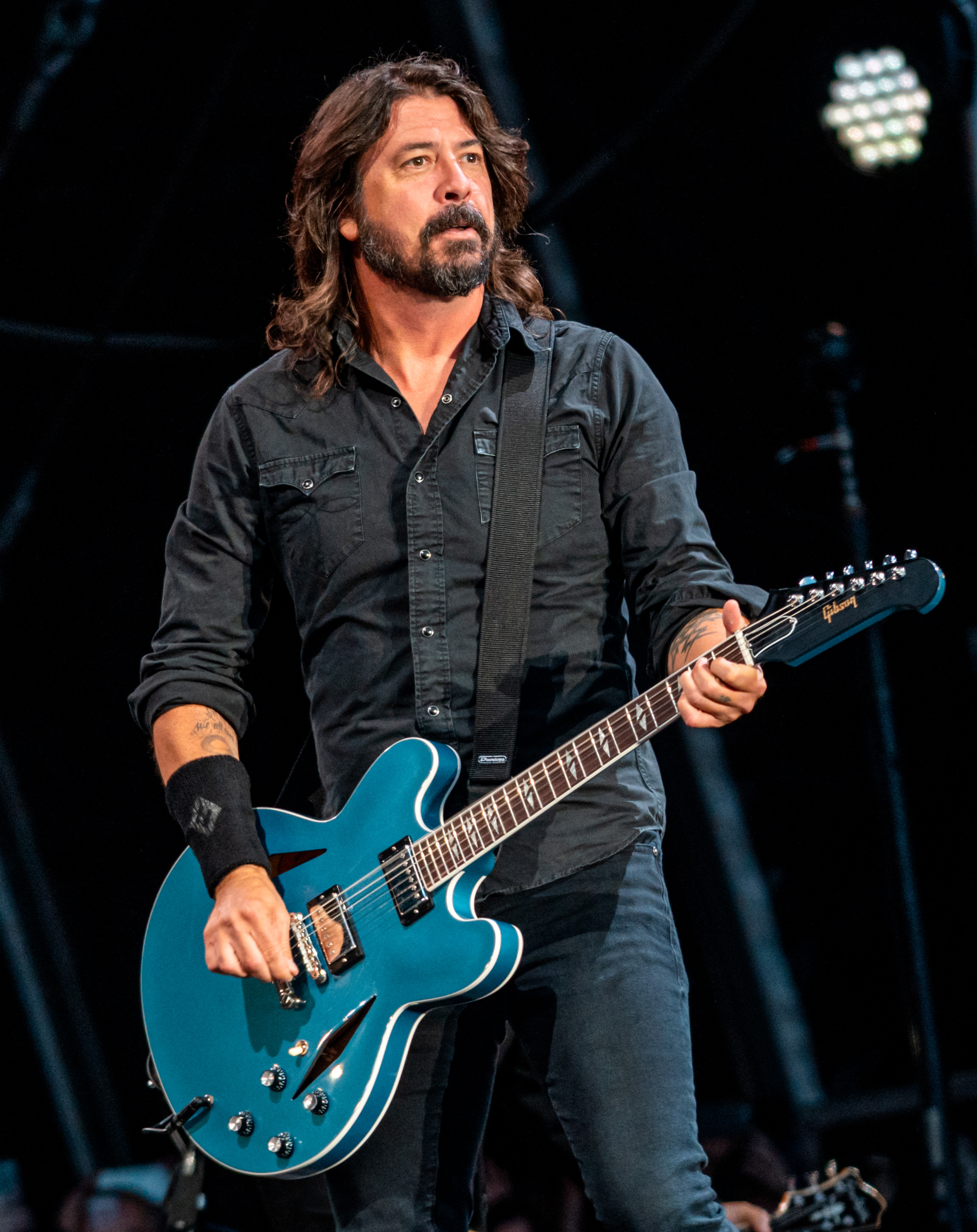
Вид назван в честь Дэйва Грола

Leptogenys grohli (лат.) — вид муравьёв рода Leptogenys из подсемейства Ponerinae (Formicidae). Обитает на юге Китая: в Гонконге и в провинции Гуандун. Назван в честь рок-музыканта Дэйва Грола.

## Этимология
Видовое название дано в честь рок-музыканта Дэйва Грола (вокалиста, гитариста и автора песен рок-группы Foo Fighters, ударника Nirvana и Queens of the Stone Age), за «его позитивный активизм и постоянное музыкальное сопровождение как первого, так и последнего автора (описания вида)».

## Описание
Мелкие муравьи красновато-коричневого цвета (длина около 5 мм), ноги и усики светлее (красновато-рыжие). Глаза крупного размера, расположены в переднебоковых частях головы. Жвалы вытянутые, не прикасаются к клипеусу (с зазором между ними), с 1 апикальным зубцом на жевательном крае, внутренний край без зубцов. Голова вытянутая (CI: 61—64). Скапус усика длинный, превышает затылочный край головы (SI: 163—179). Усики 12-члениковые. Нижнечелюстные щупики 4-члениковые, нижнегубные щупики состоят из 4 сегментов. Голова трапециевидная, длиннее ширины; мандибулы линейные, базальный край длиннее жевательного края; базальный край зубчатый, жевательный край с одним проксимальным и одним апикальным зубцом. Скапус усика выступает за задний край головы на три десятых длины; I-й членик жгутика усика длиннее педицеля и II-го членика жгутика. Промезонотальное сочленение и нотопроподеальная борозда присутствуют. Проподеум с парой широко закруглённых, обращённых назад кутикулярных долей. При виде сбоку петиоль немного длиннее высоты, трапециевидной формы с задним краем выше переднего; спинной край едва выпуклый, постепенно загибается вниз в переднем направлении. Верх головы между глазом, наличником и лобной долей с многочисленными и густыми волосовидными микропунктурами. Верх мезосомы гладкий и блестящий, с крупными, редкими точками. Передний край наличника с парой крепких, трубчатых пегих волосков и двумя опускающимися волосками рядом с пегими волосками. Стебелёк состоит из одного членика (петиоль).
Вид был впервые описан в 2024 году энтомологами Matthew T. Hamer, Jonathan Hon Chung Lee, Cheung Yau Leo Tse, Thiago S. R. Silva и Benoit Guénard из Гонконгского университета (Гонконг, Китай). Вид L. grohli сходен с видами L. peuqueti и L. confucii. Leptogenys grohli отличается от L. peuqueti более линейными боковыми краями головы, чем выпуклые боковые края L. peuqueti, меньшим глазом и более узкой головой. Скульптурные различия также имеют место: у L. grohli плотность пунктировки по всей голове, скапусу, мезосоме, петиолю и первым двум тергитам выше, чем у L. peuqueti. Leptogenys peuqueti в целом крупнее во всех отношениях, а L. grohli — более мелкий и стройный вид. Leptogenys grohli также морфологически сходен с L. confucii, видом, известным из Тайваня и Южной Японии, но может быть отличим по заметно выраженному углу между базальным и жевательным краем жвал; меньшей, менее заметной лобной выемке; более угловатому заднему углу головы, а также отсутствию скульптуры по всему мезоплевриту и боковым проподеальным поверхностям.

## Экология
Типовая серия была собрана путём просеивания и извлечения листовой подстилки в старовозрастном вторичном лесу. Муравьи были замечены во время сбора образцов подстилки, а гнездо находилось в почве между стволом дерева и его корнями. Были получены один эргатоид и 16 рабочих, которые, вероятно, представляют большую часть колонии. Одиночные фуражирующие особи наблюдались и собирались в дневное время по всему Гонконгу, причём экземпляры были получены от древесных плантаций до вторичных лесов и «Леса Фэн Шуй» (Feng Shui Woods). Группового охотничьего поведения у этого вида не наблюдалось.

## Распространение
Китай: Гонконг и провинция Гуандун.